# Göteborgs centrum för hållbar utveckling
Göteborgs centrum för hållbar utveckling (GMV) (tidigare Göteborgs miljövetenskapliga centrum) är Chalmers tekniska högskola och Göteborgs universitets gemensamma organisation för samverkan och forskning om och för hållbar utveckling. Uppdraget är att skapa samverkan mellan och inom lärosätena och med viktiga samhällsaktörer för att generera och nyttiggöra kunskap om hållbar utveckling. Den vetenskapliga basen för GMV:s arbete ligger hos de 560 forskare och doktorander vid Chalmers och Göteborgs universitet, som anslutit sig till Chalmers och Göteborgs universitets forskarnätverk för hållbar utveckling. Forskarna kommer från flera olika fält och bidrar med sin specialkompetens i GMV:s olika projekt och initiativ.

## Föreståndare
- 1990–1997 Eva Selin Lindgren
- 1998–2009 Oliver Lindqvist
- 2010–2018 Katarina Gårdfeldt
- 2018–2022 Jan Pettersson
- 2022– Pam Fredman